# Bactrocera inconstans
Bactrocera inconstans är en tvåvingeart som beskrevs av Drew 1989. Bactrocera inconstans ingår i släktet Bactrocera och familjen borrflugor. Inga underarter finns listade.